# Private Life
Pour plus de détails, voir Fiche technique et Distribution.
Private Life est un film américain écrit et réalisé par Tamara Jenkins sorti en 2018. C'est une comédie dramatique.
La première a été au Sundance Film Festival le 18 janvier 2018 et il a été dévoilé le 5 octobre 2018 par Netflix.

## Synopsis
Richard et Rachel essayent d'avoir un enfant. Richard et Rachel tentent de préserver leur mariage alors qu'ils s'enfoncent de plus en plus dans le monde étrange de la procréation assistée et de l'adoption domestique. Lorsque leur médecin suggère la reproduction avec tiers donneur, ils s'en offusquent. Cependant, lorsque Sadie, une récente étudiante ayant abandonné ses études, réapparaît dans leur vie, ils envisagent de reconsidérer leur position.

## Fiche technique
- Titre original : Private Life
- Réalisation : Tamara Jenkins
- Scénario : Tamara Jenkins
- Chef opérateur : Robert Elswit
- Montage : John Gilroy
- Musique : James Newton Howard
- Société de production : Likely Story et Netflix
- Société de distribution : Netflix
- Pays :  États-Unis
- Durée : 123 minutes
- Date de sortie : 18 janvier 2018 (Sundance)
  - 5 octobre 2018 ( États-Unis)

## Distribution
- Kathryn Hahn (V.F. : Laura Blanc) : Rachel
- Paul Giamatti (V.F. : Daniel Lafourcade) : Richard
- Kayli Carter (V.F. : Claire Baradat) : Sadie
- Molly Shannon (V.F. : Danièle Douet) : Cynthia
- Denis O'Hare (V.F. : Nicolas Marié) : Dr. Dordick
- Emily Robinson (V.F. : Elsa Bougerie) : Charlotte
- John Carroll Lynch (V.F. : Patrick Borg) : Charlie
- Desmin Borges (en) (V.F. : Jérémy Prévost) : Sam
- Francesca Root-Dodson : Fiona

Source et légende : Version française (V.F.) selon le carton de doublage Netflix